# Lijst van burgemeesters van Heusden (Limburg)
Dit is een chronologische lijst van burgemeesters van de Belgische voormalige gemeente Heusden tot die gemeente op 1 januari 1977 fuseerde en opging in de gemeente Heusden-Zolder.
| periode     | naam burgemeester                     | opmerking                                                             |
| ----------- | ------------------------------------- | --------------------------------------------------------------------- |
| ? - 1802    | Petrus Antonius Nicolay               |                                                                       |
| 1802 - 1817 | Petrus Vanderhoydonck                 |                                                                       |
| 1817 - 1823 | Mathijs Jacobus de Horion (1772-1823) | bewoonde het kasteel Obbeek                                           |
| 1823 - 1835 | Jan Michel Nicolaï                    | molenaar                                                              |
| 1835 - 1879 | Jan Michel Huybrechts                 | neef van Jan Michel Nicolaï; schoonbroer van Petrus Vanderhoydonck    |
| 1879 - 1915 | graaf Albert de Theux de Meylandt     | zoon van politicus Barthélémy de Theux de Meylandt                    |
| 1915 - 1917 | Maximiliaan Vanmelbeek                |                                                                       |
| 1918 - 1921 | Stephanus Beenaerts                   |                                                                       |
| 1921 - 1946 | Felix Eerdekens (1864-1946)           | molenaar                                                              |
| 1941 - 1944 | Louis Isidorus Smeyers                | oorlogsburgemeester                                                   |
| 1947 - 1976 | Jozef Aerts (1913-1992)               | was nadien de eerste burgemeester van de fusiegemeente Heusden-Zolder |